# M-матриця
M-матриця — квадратна матриця, у якої всі елементи поза головною діагоналлю, не перевищують нуля (тобто вона є  Z-матрицею) та всі власні значення мають невід'ємні дійсні частини.
Невироджені M-матриці є підмножиною P-матриць та підмножиною матриць, у яких обернена матриця є додатною матрицею.
Названа на честь Германа Мінковського, який довів, що якщо в Z-матриці суми елементів в кожному рядку додатні, то визначник цієї матриці теж додатний.

## Означення
Нехай квадратна матриця {\displaystyle A} є дійсною Z-матрицею.
Тоді матриця {\displaystyle A} є M-матрицею якщо її можна подати у вигляді {\displaystyle A=sI-B}, де {\displaystyle B} — невід'ємна матриця, {\displaystyle s} не менше ніж максимум модулів власних значень матриці {\displaystyle B}, а {\displaystyle I} — одинична матриця.